# Agrupació Valencianista de la Dreta
La Agrupació Valencianista de la Dreta (Agrupación Valencianista de la Derecha) (AVD) fue una organización política fundada en 1930 como prolongación de Derecha Regional Valenciana (DRV) por los sectores moderadamente valencianistas. Sus cabezas eran Josep Monmeneu Gómez y Josep Calatayud Bayà. Monmeneu fue elegido concejal del ayuntamiento de Valencia en las elecciones municipales del 1931. El sector más valencianista de la sociedad se escindió el 1933 para fundar Acció Nacionalista Valenciana. El resto del grupo se integró definitivamente en la Derecha Regional Valenciana, que se presentó a las elecciones dentro de la coalición derechista CEDA, y el 1939 se disolvió.
En enero de 1933 la junta directiva de la Agrupació estaba presidida por Robert Zaragozà, y también formaban parte de ella Rafael Gayano Lluch y Ricard Sanmartín Bargues (este último uno de los firmantes de las Normas de Castellón).
Según Alfons Cucó, la dependencia de la DRV posiblemente «fue la causa de su nula actividad como grupo valencianista político. De hecho, la Agrupación permaneció significativamente al margen de los grandes problemas del valencianismo de estos años: la cuestión del estatuto de autonomía y la polémica sobre el "totalitarismo" [mantenida por Joaquim Reig, el promotor del "valencianismo totalitario" desde el Centre d'Actuació Valencianista, con la Agrupació Valencianista Republicana (AVR)]». Esto es lo que explicaría, según Cucó, que los sectores más dinámicos de la entidad fundaran en 1933 Acció Nacionalista Valenciana.